# Корчик (Шепетовский район)
Корчик (укр. Корчик) — село в Шепетовском районе Хмельницкой области Украины.
Население по переписи 2001 года составляло 792 человека. Почтовый индекс — 30411. Телефонный код — 3840. Занимает площадь 0,141 км². Код КОАТУУ — 6825555301.

## Местный совет
30411, Хмельницкая обл., Шепетовский р-н, с. Корчик, ул. Ленина, 2